# Sulaco (navă spațială)

U.S.S. Sulaco deasupra planetei LV-426

U.S.S. Sulaco este o navă spațială fictivă și cel mai important loc în care are loc acțiunea filmului științifico-fantastic din 1986, Aliens. De asemenea, apare pentru scurt timp, în scena de deschidere a filmului Alien 3 și va apărea în viitorul joc video Aliens: Colonial Marines a cărui poveste are loc la scurt timp după evenimentele din Alien 3. 
Nava este denumită după un oraș fictiv din romanul lui Joseph Conrad, Nostromo (care este denumirea navei din filmul Alien original). Și alte nume din franciza Alien se bazează pe scrierile lui Conrad.